# Dicliptera sericea
Dicliptera sericea là một loài thực vật có hoa trong họ Ô rô. Loài này được Nees mô tả khoa học đầu tiên năm 1847.

## Hình ảnh

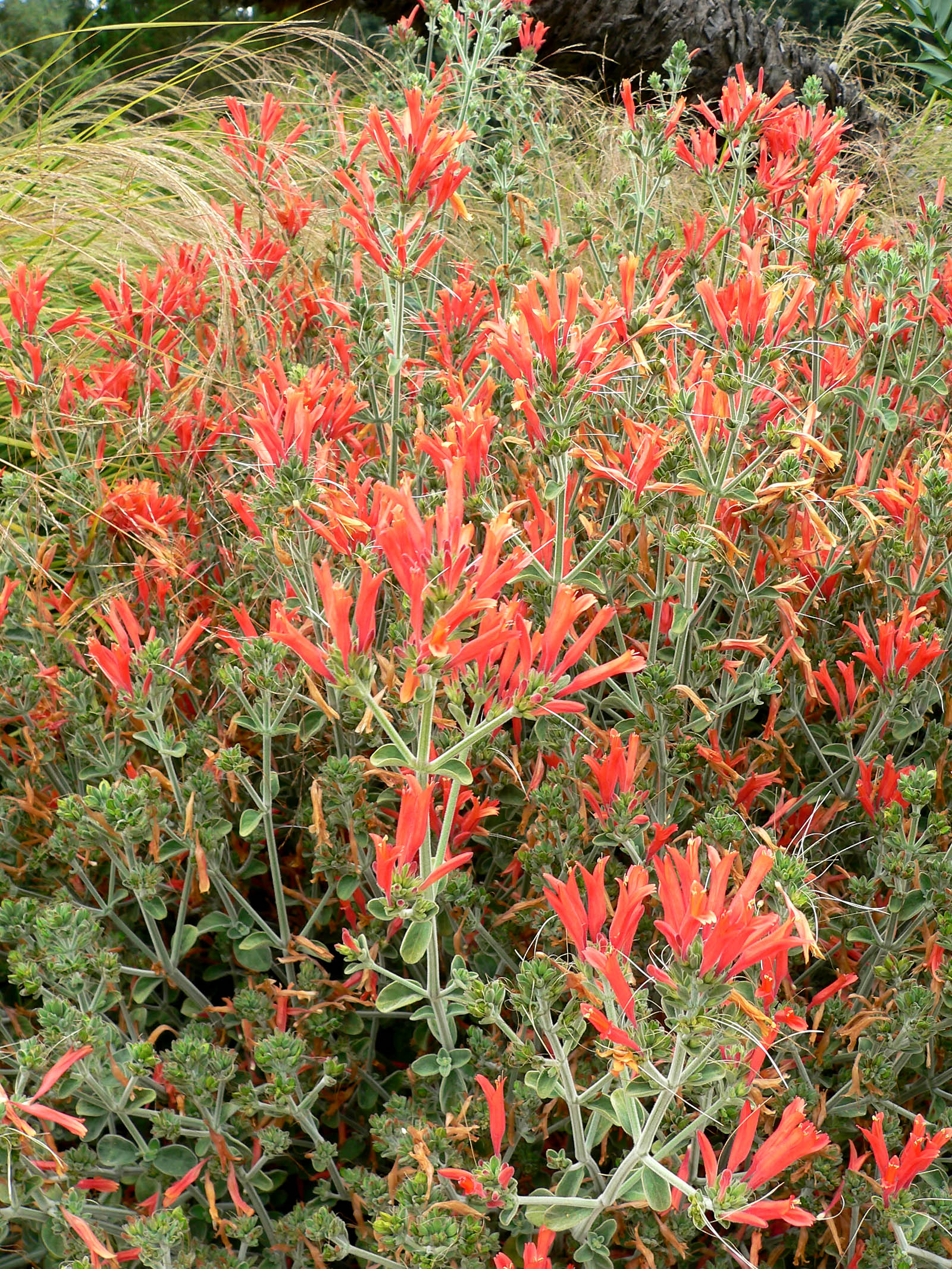
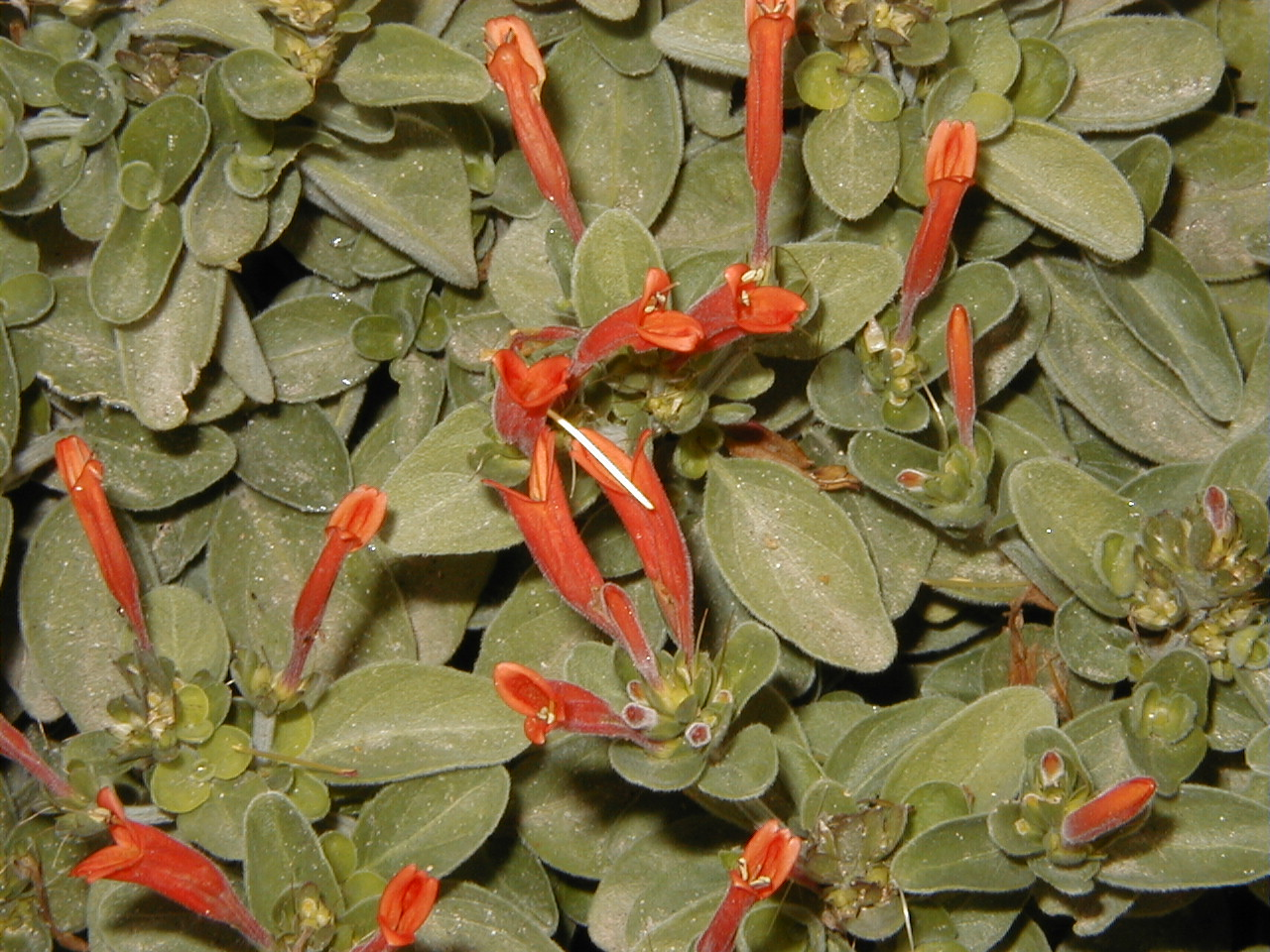
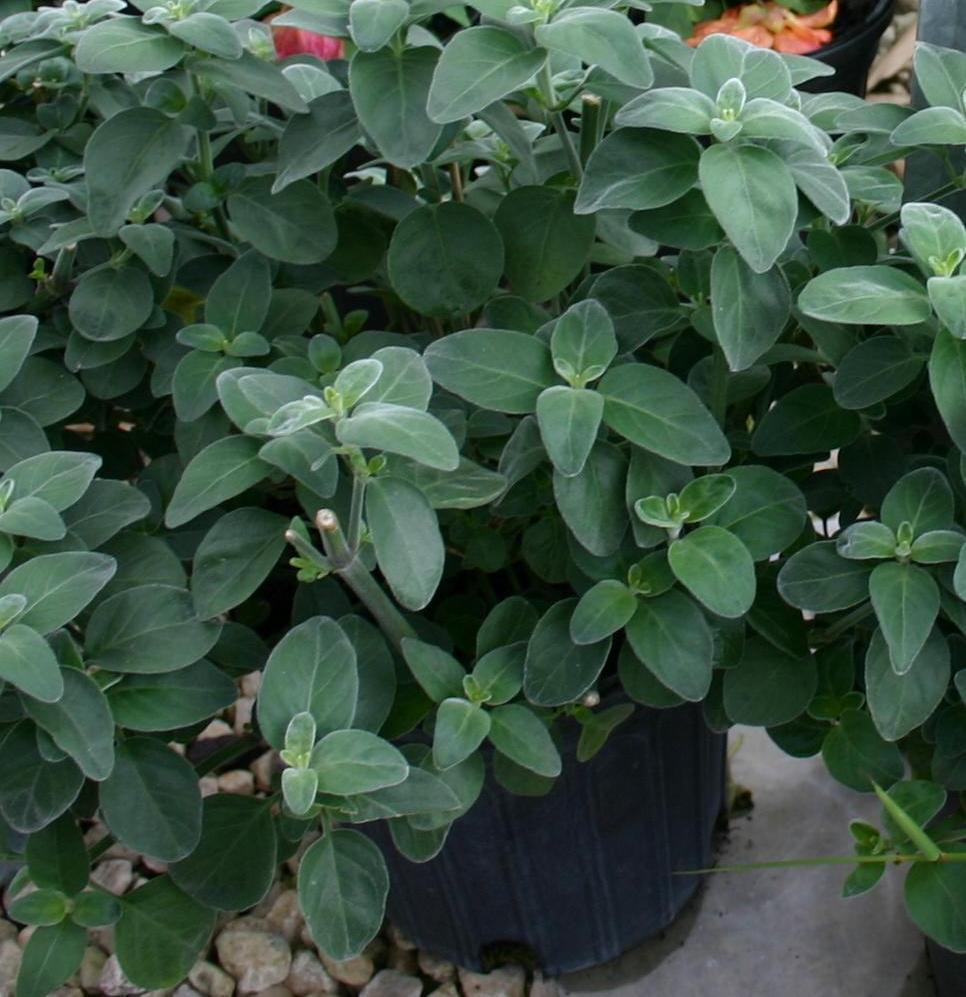
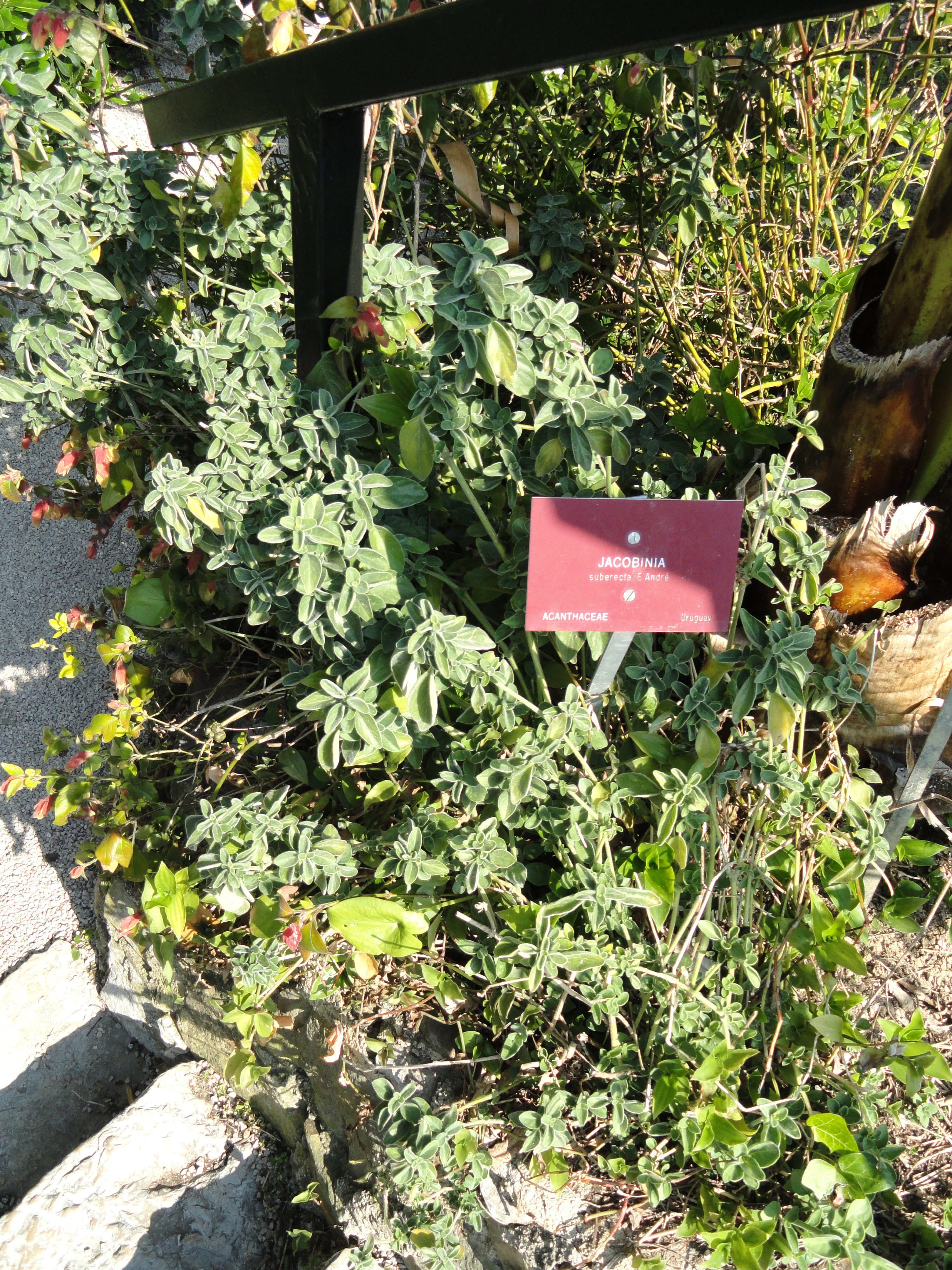